# VAMP1
VAMP1 (англ. Vesicle associated membrane protein 1) – білок, який кодується однойменним геном, розташованим у людей на короткому плечі 12-ї хромосоми. Довжина поліпептидного ланцюга білка становить 118 амінокислот, а молекулярна маса — 12 902.
| 10         |  | 20         |  | 30         |  | 40         |  | 50         |
| ---------- |  | ---------- |  | ---------- |  | ---------- |  | ---------- |
| MSAPAQPPAE |  | GTEGTAPGGG |  | PPGPPPNMTS |  | NRRLQQTQAQ |  | VEEVVDIIRV |
| NVDKVLERDQ |  | KLSELDDRAD |  | ALQAGASQFE |  | SSAAKLKRKY |  | WWKNCKMMIM |
| LGAICAIIVV |  | VIVIYFFT   |  |            |  |            |  |            |

A: Аланін

C: Цистеїн

D: Аспарагінова кислота

E: Глутамінова кислота

F: Фенілаланін

G: Гліцин

I: Ізолейцин

K: Лізин

L: Лейцин

M: Метіонін

N: Аспарагін

P: Пролін

Q: Глутамін

R: Аргінін

S: Серин

T: Треонін

V: Валін

W: Триптофан

Кодований геном білок за функцією належить до фосфопротеїнів. 
Задіяний у такому біологічному процесі, як альтернативний сплайсинг. 
Локалізований у мембрані, мітохондрії, клітинних контактах, цитоплазматичних везикулах, зовнішній мембрані мітохондрій, синапсах, синаптосомах.